# Walther Gerlach

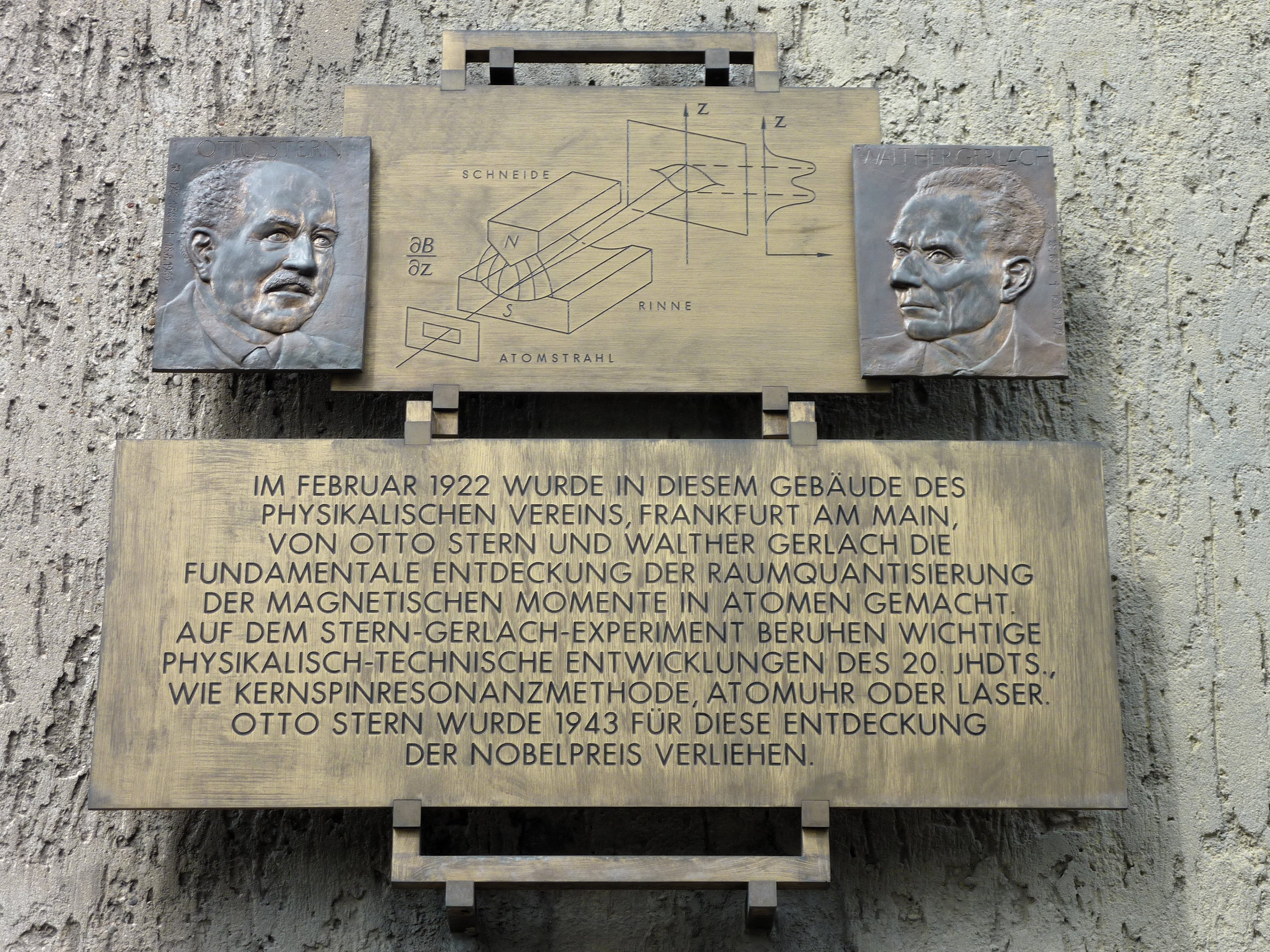
Gedenktafel am Haus des Physikalischen Vereins

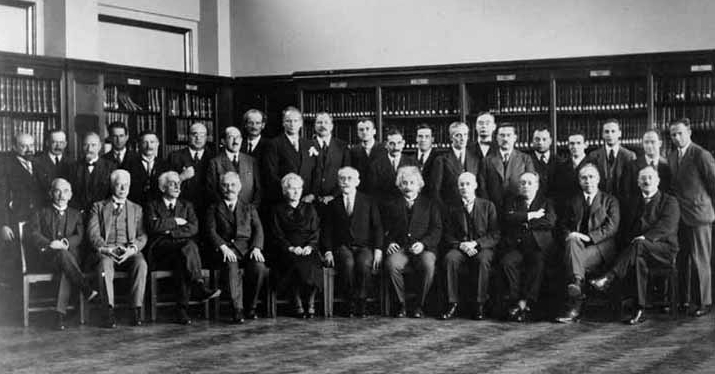
Die an der Solvay-Konferenz 1930 beteiligten Wissenschaftler. Walther Gerlach ist der 9. von links in der oberen Reihe.

Walther Gerlach (* 1. August 1889 in Biebrich am Rhein (heute: Wiesbaden); † 10. August 1979 in München) war ein deutscher Physiker und Hochschullehrer.

## Herkunft, Beginn der wissenschaftlichen Laufbahn und Erster Weltkrieg
Walther Gerlach wurde in Biebrich geboren als Sohn des Hygienikers Valentin Gerlach und seiner Ehefrau Marie geb. Niederhäuser (1863–1941). Er war der ältere Bruder des Pathologen Werner Gerlach und des Arztes Wolfgang Gerlach (Zwillinge).
Gerlach begann 1908 sein Studium an der Eberhard Karls Universität Tübingen und wurde im Corps Borussia Tübingen aktiv. Er wurde 1912 unter Friedrich Paschen zum Dr. rer. nat. promoviert und habilitierte sich 1916. Damals beschäftigte er sich mit der Messung der Stefan-Boltzmann-Konstante.
Am 24. August 1915 wurde Gerlach als Landsturmrekrut zum Ersatzbataillon Reserve-Infanterie-Regiment 247 in die Goisbergkaserne in Ulm einberufen. Er hatte bis dahin keinen Wehrdienst geleistet. Am 4. Dezember 1915 wurde er wegen Krankheit nach Tübingen entlassen; er arbeitete anschließend weiter an seiner Habilitation. Am 11. Mai 1916 wurde er erneut eingezogen. Max Wien, der auf dem Gebiet der drahtlosen Telegraphie geforscht hatte, holte ihn nach Jena, um an Nachrichtengeräten für den Krieg zu forschen.
Im Herbst 1916 nahm Gerlach unter Oberst Prügel mit der VI. Armee an Kämpfen in Flandern und Artois teil. Als technischer Offizier leistete er keinen Waffendienst, wurde aber mit dem Kriegsgeschehen unmittelbar konfrontiert.
Am 3. Dezember 1916 wurden (spät) Anzeichen einer Blinddarmentzündung entdeckt, die durchbrach. Erst am 6. Dezember wurde er operiert.
Am 20. Juni 1918 wurde er an die Westfront zur Fliegerabteilung 274 (Artillerie) geschickt. Dort war er als Fliegerfunker bei einer Infanterie-Begleitbatterie eingesetzt und nahm an Kämpfen bei Dun-sur-Meuse teil.
Bald nach seiner Ankunft erkrankte er an der Spanischen Grippe und war bis zum 25. August 1918 in Lazaretten. Danach war er bei der Funkversuchskompanie Stahnsdorf.

## Akademisches Wirken
Seit 1917 war Gerlach Privatdozent an der Georg-August-Universität Göttingen. 1919/20 arbeitete er im Physikalischen Labor der Farbenfabriken Elberfeld (später Bayer AG). Er wurde 1921 a.o. Professor an der neuen Johann Wolfgang Goethe-Universität Frankfurt am Main bei Richard Wachsmuth.
1924/25 kehrte Gerlach als Professor und Nachfolger Paschens nach Tübingen zurück, unter anderem auf Empfehlung von Albert Einstein. 1929 erhielt Gerlach auf besonderes Betreiben Arnold Sommerfelds den Lehrstuhl für Experimentalphysik an der Ludwig-Maximilians-Universität München als Nachfolger von Wilhelm Wien. Diesen Lehrstuhl, der mit der Direktion des Ersten Physikalischen Instituts verbunden war, behielt er mit kurzer Unterbrechung bis zu seiner Emeritierung 1957. Großen Bekanntheitsgrad erlangt seine dortige große Experimentalphysikvorlesung, mit Demonstrationsexperimenten, die in ihrer Qualität an die bekannten Göttinger Vorlesungen von Robert Wichard Pohl heranreichten.
Von 1937 bis 1946 war Gerlach Mitglied im Senat der Kaiser-Wilhelm-Gesellschaft.
Ab 1940 war Gerlach in die militärische Forschung eingespannt; so gelang es ihm, wesentlich zur Lösung der sogenannten Torpedokrise der Kriegsmarine beizutragen, einer konstruktiv bedingten hohen Versagerquote, die sich im Zusammenhang mit der Besetzung Norwegens einstellte. Ab 1943 leitete er die Fachsparte Physik und die Arbeitsgemeinschaft für Kernphysik im Reichsforschungsrat. Zunächst war er Bevollmächtigter des Reichsmarschalls für Kernphysik für das deutsche Uranprojekt (ernannt vom Reichsmarschall Hermann Göring), was ihm selbst den verkürzenden Spitznamen „Reichsmarschall für Kernphysik“ eintrug. 1944 wurde er dann zum Bevollmächtigten für Kernphysik ernannt. Seine Zielsetzung richtete sich indes nicht, wie gelegentlich behauptet, auf die Entwicklung einer Atombombe, sondern eines (auch militärisch, z. B. in U-Booten, nutzbaren) Kernreaktors. Gerlach war zwar selbst kein Kernphysiker, aber ein angesehener Vertreter der angewandten Physik mit guten Kontakten zur Industrie. Im Rahmen seiner Kompetenz holte er auch eine Anzahl junger Physiker von der Front. Bei Kriegsende wurde Gerlach im Rahmen der Operation Epsilon von den Alliierten in Farm Hall interniert. Als er am 6. August 1945 in Farm Hall vom Abwurf der Atombombe auf Hiroshima hörte, zeigte er sich deprimiert darüber, dass die Amerikaner erfolgreich waren, wohingegen er trotz seines starken Engagements als Leiter des deutschen Uranprojekts vergleichsweise wenig erreicht hatte.
Nach dem Krieg beteiligte sich Gerlach aktiv am Wiederaufbau der Naturwissenschaften in Deutschland. So war er am Aufbau der Studienstiftung des deutschen Volkes beteiligt, war Senator der Max-Planck-Gesellschaft und am Aufbau der Physikalisch-Technischen Bundesanstalt in Braunschweig beteiligt. 1946 bis 1948 hatte er eine Professur an der Rheinischen Friedrich-Wilhelms-Universität Bonn inne. Er war von 1948 bis 1951 Rektor der Ludwig-Maximilians-Universität, wo er das Physikalische Institut neu aufbaute. Von 1949 bis 1951 war er auch der erste Präsident der Fraunhofer-Gesellschaft. Von 1951 bis 1961 war er Vizepräsident der Deutschen Forschungsgemeinschaft (DFG) und von 1956 bis 1957 Präsident der Deutschen Physikalischen Gesellschaft (DPG).
Zu seinen Doktoranden gehörten Heinz Billing, Gertrude Goldhaber und Hans-Christoph Siegmann.

## Wissenschaftliche Leistungen
Nachdem Otto Stern 1921 die Idee zu einem grundlegenden Experiment gehabt hatte, mit dem sich anhand der sogenannten Richtungsquantelung experimentell zwischen der klassischen und der Quantenanschauung bezüglich des magnetischen Moments von Teilchen unterscheiden ließe, konzipierten Stern und Gerlach die praktische Umsetzung des heute als Stern-Gerlach-Versuch bekannten experimentellen Aufbaus. Der Versuch wurde im Februar 1922 von Gerlach in Frankfurt erfolgreich durchgeführt. Gentner schreibt, dass dieser Versuch für die damalige Zeit ein „Höchstmaß an Experimentierkunst“ erforderte; im Ergebnis wurde der Beweis für die Richtigkeit der Annahme der Richtungsquantelung erbracht, wie es Niels Bohr – im Gegensatz zu anderen Physikern – vorhergesagt hatte. Dies kommentierte Gerlach in einem Telegramm an Stern in Rostock mit den Worten: „Bohr hat doch recht.“ Auf einer Postkarte schrieb der kritische Theoretiker Wolfgang Pauli am 17. Februar 1922 an Gerlach: „Jetzt wird hoffentlich auch der ungläubige Stern von der Richtungsquantelung überzeugt sein.“ Gerlach wurde für diese Arbeit, zusammen mit Stern, 1925 und in elf weiteren Jahren für den Physik-Nobelpreis vorgeschlagen, hat ihn aber nie erhalten.  Nach Horst Schmidt-Böcking hatte das Nobelkomitee vermutlich Bedenken, sich wegen Gerlachs Mitarbeit am Reichsforschungsrat und dem Uranprojekt gegen Ende des Krieges zu kompromittieren. Dabei hatte ihn 1944, als der Nobelpreis für Stern beraten wurde, der einflussreiche Physiker Manne Siegbahn mit vorgeschlagen. In der offiziellen Begründung für Stern wurde der Stern-Gerlach-Versuch nicht explizit erwähnt, spielte aber mit Sicherheit eine ausschlaggebende Rolle, wie die Würdigung durch das Komiteemitglied Erik Hulthén im schwedischen Radio 1944 zeigte.
Schmidt-Böcking rekonstruierte die originale Versuchsanordnung zum Stern-Gerlach-Versuch; das Original ging im Zweiten Weltkrieg verloren. Die Rekonstruktion und erhaltene Originale (ein Mikroskop von Stern und Vakuumpumpen) wurden auf einer Jubiläumsausstellung der Universität Frankfurt 2014 gezeigt.
Gerlach bestimmte 1923 mit Alice Golsen den Strahlungsdruck. Außerdem befasste er sich mit der Temperaturabhängigkeit magnetischer Eigenschaften, mit Anwendungen in der Industrie, dem Zusammenhang von Atombau und Magnetismus, dem Photoelektrischen Effekt und der Wärmestrahlung; auch bestimmte er das Bohrsche Magneton.

## Schriftstellerische Tätigkeit
1930 bis 1936 veröffentlichte Gerlach eine dreibändige Monographie über quantitative chemische Spektralanalyse. Gerlach schrieb auch einige populärwissenschaftliche Bücher über Physik sowie Biographien über Otto Hahn (mit dem er lange Jahre eng befreundet war), Michael Faraday und Johannes Kepler. Mit Letzterem befasste Gerlach sich lange Zeit intensiv und war 1962–1972 Vorsitzender der Kepler-Gesellschaft in Keplers Geburtsort Weil der Stadt. Er war Herausgeber des Fischer-Lexikons Physik und schrieb Abschnitte zur Physikgeschichte in der Propyläen Weltgeschichte.

## Politische Positionen
Gerlach war nie Mitglied der NSDAP und sympathisierte nicht einmal entfernt mit dem Nationalsozialismus. Er war ein Gegner der Deutschen Physik und protestierte gegen Bücherverbrennungen und andere Umtriebe der nationalsozialistischen Studentenschaft, so dass er sogar im Wintersemester 1933/34 ein Vorlesungs- und Prüfungsverbot erhielt. Von ihm sind folglich keine antisemitischen Äußerungen bekannt, er schützte im Gegenteil seine jüdische Studentin Gertrude Scharff und ermöglichte noch 1935 ihre Promotion. Auch nach dem Krieg weigerte sich Gerlach konsequent, Antisemiten und Hitlerverehrern „Persilscheine“ auszustellen. Zugleich war Gerlach durch und durch patriotisch gesinnt. „Nationalismus galt nicht als politische Position, sondern als selbstverständliche Haltung eines deutschen Ordinarius“, führte der Wissenschaftshistoriker Ulrich Herbert in seinem Festvortrag anlässlich des 100-jährigen Jubiläums des Stern-Gerlach-Experiments aus.
Nach dem Krieg befasste sich Gerlach mit natürlicher und von Menschen (durch Atombombenversuche) verursachter Radioaktivität in der Umwelt. In öffentlichen Vorträgen trat er in den 1950er Jahren für einen Stopp der Atombombentests ein, und er engagierte sich in der Pugwash-Bewegung.
Gerlach war Mitinitiator und Unterzeichner der Tübinger Resolution vom 1. Oktober 1951: Die nach 1945 berechtigt erhobene Forderung nach Leistungssteigerung sei in Gefahr, das geistige Leben durch die Fülle des Stoffes zu ersticken. Weiter heißt es: „Die Durchdringung des Wesentlichen der Unterrichtsgegenstände hat den unbedingten Vorrang vor jeder Ausweitung des stofflichen Bereiches.“ Gerlach unterzeichnete 1957 die Erklärung der Göttinger Achtzehn, einer Gruppe von 18 Kernphysikern, die sich gegen die geplante atomare Bewaffnung der Bundeswehr wandten.

## Privates
Gerlach war in erster Ehe seit dem 29. September 1917 mit Mina Metzger (geb. 1889) verheiratet; sie hatten eine Tochter Ursula (geb. 1918). In zweiter Ehe (München, 18. April 1939) war er mit der Kinderärztin Dr. med. Ruth Probst (1905–1994) verheiratet.
Er starb 1979 in München und wurde auf dem dortigen Waldfriedhof beigesetzt.

## Ehrungen
- Bayerischer Verdienstorden (1959)
- Pour le Mérite (1962)
- Verdienstorden der Bundesrepublik Deutschland, Großes Verdienstkreuz mit Stern (1970)
- Harnack-Medaille (1974)
- Wahl in die Deutsche Akademie der Naturforscher Leopoldina
- Mitglied der Bayerischen Akademie der Wissenschaften
- Mitglied der Akademie der Wissenschaften zu Göttingen (1947)[15]
- Vier Ehrendoktorate (u. a. der Universitäten München und Tübingen).

## Veröffentlichungen (Auswahl)
- Die chemische Emissions-Spektralanalyse. 3 Bände. Voss, Leipzig 1930, 1933, 1936.
- Die experimentellen Grundlagen der Quantentheorie. Vieweg, Braunschweig 1921. (Digitalisat bei archive.org)
- Atomabbau und Atombau: die physikalische Analyse der Atome. Fischer, Jena 1923.
- Materie, Elektrizität, Energie: Grundlagen und Ergebnisse der experimentellen Atomforschung. Steinkopff, Dresden 1926.
- Die Bedeutung reinsten Eisens in kristallisierter Form für das Problem des Ferromagnetismus. In: Wilhelm Geibel (Hrsg.): Festschrift zum 70. Geburtstage von Dr. phil. Dr. ing. e. h. Wilhelm Heraeus. G. M. Albertis Hofbuchhandlung Bruno Clauss, Hanau 1930, S. 27–33.
- Das freie Elektron. In: Carl Ramsauer (Hrsg.): Das freie Elektron in Physik und Technik. Springer, 1940.
- Die Quantentheorie: Max Planck, sein Werk und seine Wirkung. Mit einer Bibliographie der Werke Max Plancks. Universitätsverlag, Bonn 1948.
- Hermann von Helmholtz als Naturforscher. In: Berichte der Deutschen Ophthalmologischen Gesellschaft. Band 56, 1950, S. 3–12.
- Die Kapazität hat das Wort. In: G. Lehner (Hrsg.): Autorität – was ist das heute? Umstrittene Machtansprüche in Staat, Gesellschaft und Kultur. München 1965, S. 121–135.
- als Hrsg.: Der Natur die Zunge lösen: Leben und Leistung großer Forscher. Ehrenwirth, München 1967; 2. Auflage ebenda 1969 (= das moderne sachbuch. Band 84).
- mit Martha List: Johannes Kepler. 2. Auflage. Piper, München 1980, ISBN 3-492-00501-2.
- mit Dietrich Hahn: Otto Hahn. Ein Forscherleben unserer Zeit. Wissenschaftliche Verlagsgesellschaft, Stuttgart 1984, ISBN 3-8047-0757-2.
- als Hrsg., unter Mitarbeit von Josef Brandmüller: Das Fischer-Lexikon. Teil 19: Physik. Neuausgabe 239.–243. Tausend. Fischer-Taschenbuch-Verlag, Frankfurt am Main 1978, ISBN 3-596-40019-8.
- H.-R. Bachmann, Helmut Rechenberg (Hrsg.): Walther Gerlach (1889–1979). Eine Auswahl aus seinen Schriften und Briefen. Springer Verlag, 1989.
- Physik des täglichen Lebens – Eine Anleitung zu physikalischem Denken und zum Verständnis der physikalischen Entwicklung. Springer, 1957; Fischer Bücherei, 1971.
- Michael Faraday (1791–1867) Zum 100. Todestag. Oldenbourg, 1968.
- Die Sprache der Physik. Dümmler, Bonn 1962.
- Humanität und naturwissenschaftliche Forschung. Vieweg 1962.
- Physik in Geistesgeschichte und Pädagogik. Aulis, Köln 1964.